# Clemens Rambichler
Clemens Rambichler (* 1988 in Bad Reichenhall) ist ein deutscher Koch.
Er ist seit 2017 Küchenchef des Drei-Sterne-Restaurants Sonnora in Dreis.

## Leben
Nach seiner Ausbildung im Hotel Intercontinental Resort Berchtesgaden (heute Kempinski Hotel Berchtesgaden) im Restaurant 360° von 2006 bis 2009 wechselte er im gleichen Hotel zum Restaurant Le Ciel (ein Michelinstern seit 2007). Ab 2011 kochte er im Restaurant Sonnora in Dreis bei Helmut Thieltges (drei Michelinsterne). Mehrere Jahre war er dort der Souschef.
Im August 2017 wurde er nach dem plötzlichen Tod seines Chefs Küchenchef im Sonnora. Im November 2017 wurde der dritte Stern bestätigt.
Anfang 2021 wurden Rambichler und seine Lebensgefährtin Magdalena Brandstätter, die auch Sommelière im Sonnora ist, Eigentümer des Betriebs.

## Auszeichnungen
- 2018: Koch des Jahres, Der Feinschmecker[9]

## Film
- Drei Sterne trotz Tod des Küchenchefs. Fernseh-Reportage, Deutschland, 2017, 3:28 Min., Regie: Jan Teuwsen, Kamera: Harry Schlund, Produktion: SWR, Reihe: Landesschau Rheinland-Pfalz, Erstsendung: 16. November 2017 bei SWR Fernsehen, online-Video von ARD, aufrufbar bis 16. November 2018.